# Кубок Норвегии по футболу 1914
Кубок Норвегии по футболу 1914 (норв. Norgesmesterskapet i fotball for menn 1914) — 13-й розыгрыш Кубка Норвегии по футболу. Турнир проводился с сентября по октябрь 1914 года. Участие в турнире принимали чемпионы местных ассоциаций 1914 года. «Фригг» выиграл свой первый кубок.

## Первый раунд
| Команда 1       | Результат | Команда 2  |
| --------------- | --------- | ---------- |
| 5 сентября 1914 |           |            |
| Гране           | 0:17      | Драфн      |
| Йёвик-Люн       | 9:0       | Лиллестрём |

- Остальные команды получили уайлд-кард.

## Второй раунд
| Команда 1            | Результат | Команда 2   |
| -------------------- | --------- | ----------- |
| 12 сентября 1914     |           |             |
| Драфн                | 3:1       | Ларвик Тюрн |
| 27 сентября 1914     |           |             |
| Фрайдиг              | 0:7       | Фригг       |
| Квик (Фредриксхальд) | 0:1       | Йёвик-Люн   |
| Ставангер            | 8:1       | Бранн       |

## Полуфинал
| Команда 1      | Результат | Команда 2 |
| -------------- | --------- | --------- |
| 4 октября 1914 |           |           |
| Драфн          | 0:1       | Йёвик-Люн |
| Фригг          | 5:1       | Ставангер |

## Финал
Согласно
| Фригг                                         | 4:2     | Йёвик-Люн                      |
| --------------------------------------------- | ------- | ------------------------------ |
| Тредаль 36′, 50′ · Хансон 51′ · Расмуссен 55′ | (отчёт) | Грённеруд 10′ · М. Гримсби 30′ |

| Фригг: |  |                   |
|        |  |                   |
| Вр     |  | Арне Венделборг   |
| Защ    |  | Ингвар Копсланд   |
| Защ    |  | Торлейф Лимсет    |
| ПЗ     |  | Торбьёрн Дамгаард |
| ПЗ     |  | Сигурд Расмуссен  |
| ПЗ     |  | Рагнвальд Смедвик |
| НП     |  | Эйнар Хансон      |
| НП     |  | Давид Андерсен    |
| НП     |  | Торкель Тредаль   |
| НП     |  | Рольф Нестор      |
| НП     |  | Тригве Смит       |

| Йёвик-Люн: |  |                 |
|            |  |                 |
| Вр         |  | Хауг            |
| Защ        |  | Йёрген Бредесен |
| Защ        |  | Ханс Бьёрн      |
| ПЗ         |  | Мартин Бредесен |
| ПЗ         |  | Эйнар Грённеруд |
| ПЗ         |  | Харальд Мон     |
| НП         |  | Мартин Гримсби  |
| НП         |  | Эллеф Мон       |
| НП         |  | Оле Гримсби     |
| НП         |  | Ханс Лингйерде  |
| НП         |  | Мартин Ольсен   |